# جبل عيبان
جبل عيبان وهو جبل يقع في محافظة صنعاء مديرية بني مطر، ويحد العاصمة صنعاء من الغرب، ويبلغ ارتفاعه 3200 متر، ويوجد فيه موقع عسكري تابع للجيش اليمني.